# Championnat d'Espagne de rugby à XV 2012-2013
 (signalé en mai 2025).
Si vous disposez d'ouvrages ou d'articles de référence ou si vous connaissez des sites web de qualité traitant du thème abordé ici, merci de compléter l'article en donnant les références utiles à sa vérifiabilité et en les liant à la section « Notes et références ».
- Archive Wikiwix
- Bing
- Cairn
- DuckDuckGo
- E. Universalis
- Gallica
- Google
- G. Books
- G. News
- G. Scholar
- Persée
- Qwant
- (zh) Baidu
- (ru) Yandex
- (wd) trouver des œuvres sur Wikidata

Navigation
División de Honor 2011-2012 División de Honor 2013-2014

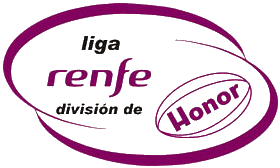
logo de la división de onor

Le championnat d'Espagne de rugby à XV 2012-2013 ou División de Honor 2012-2013 est une compétition de rugby à XV qui oppose les douze meilleurs des clubs espagnols. La compétition commence le 16 septembre 2012 et se termine par une finale le 2 juin 2013.
Le championnat se déroule en deux temps : une première phase dite régulière en match aller-retour où toutes les équipes se rencontrent deux fois et une phase finale à élimination directe. Les six premières équipes du classement à l'issue de la phase régulière sont qualifiées pour les playoffs. Les deux premières équipes du classement sont directement qualifiées pour les demi-finales alors que les équipes classées de la troisième à la sixième place s'affrontent en barrage pour l'attribution des deux places restantes dans le dernier carré. Le vainqueur de la compétition est qualifié pour le Challenge européen.

## Les clubs de l'édition 2012-2013
Les 12 équipes de la División de Honor sont :
| Rugby Atlético de Madrid CR Cisneros Gernika RT Getxo Artea RT Hernani CRE CR La Vila Ordizia RE El Salvador UE Santboiana Ciencias Valladolid RAC Vigo RC |

| Équipe                   | Stade                              | Capacité | Ville                 |
| ------------------------ | ---------------------------------- | -------- | --------------------- |
| Rugby Atlético de Madrid | Campo de rugby Valle de las Cañas  | 500      | Pozuelo de Alarcón    |
| CR Cisneros              | Central de la Ciudad Universitaria |          | Madrid                |
| Gernika RT               | Urbieta                            | 3 000    | Guernica              |
| Getxo Artea RT           | Centre sportif de Fadura           | 3 000    | Getxo                 |
| Hernani CRE (es)         | Landare Toki                       |          | Hernani               |
| CR La Vila               | El Pantano                         | 1 550    | Villajoyosa           |
| Ordizia RE               | Stade municipal d'Altamira         | 500      | Ordizia               |
| El Salvador Rugby        | Stade Pepe-Rojo                    | 4 000    | Valladolid            |
| UE Santboiana            | Estadi Baldiri Aleu                | 1 200    | Sant Boi de Llobregat |
| Ciencias RC              | I.D.R.A. La Cartuja                | 5 000    | Séville               |
| Valladolid RAC           | Stade Pepe-Rojo                    | 5 000    | Valladolid            |
| Vigo RC                  | Campus de Lagoas-Marcosende        |          | Vigo                  |

## Résumé des résultats

### Classement de la phase régulière
| Rang | Club               | J  | V  | N | D  | Bo | Bd | Pm  | Pe  | Diff | Pts |
| ---- | ------------------ | -- | -- | - | -- | -- | -- | --- | --- | ---- | --- |
| 1    | Valladolid RAC (T) | 22 | 17 | 0 | 5  | 14 | 3  | 680 | 412 | +268 | 85  |
| 2    | UE Santboiana      | 22 | 16 | 2 | 4  | 11 | 2  | 638 | 407 | +231 | 81  |
| 3    | Gernika RT         | 22 | 15 | 0 | 7  | 13 | 2  | 673 | 445 | +228 | 75  |
| 4    | El Salvador        | 22 | 13 | 1 | 8  | 9  | 5  | 530 | 390 | +140 | 68  |
| 5    | Ordizia RE         | 22 | 12 | 2 | 8  | 10 | 3  | 584 | 536 | +48  | 65  |
| 6    | CRC Pozuelo (P)    | 22 | 12 | 2 | 8  | 6  | 2  | 491 | 495 | -4   | 60  |
| 7    | Ciencias RC        | 22 | 8  | 0 | 14 | 11 | 7  | 557 | 555 | +2   | 50  |
| 8    | Getxo Artea RT     | 22 | 9  | 0 | 13 | 9  | 5  | 474 | 520 | -46  | 50  |
| 9    | CR Cisneros (P)    | 22 | 9  | 0 | 13 | 9  | 5  | 544 | 636 | -92  | 50  |
| 10   | Vigo RC            | 22 | 8  | 1 | 13 | 6  | 4  | 480 | 601 | -121 | 44  |
| 11   | Hernani CRE (P)    | 22 | 6  | 0 | 16 | 5  | 3  | 354 | 568 | -214 | 32  |
| 12   | CR La Vila         | 22 | 3  | 0 | 19 | 3  | 2  | 383 | 823 | -440 | 17  |

|  | Qualifiés pour les demi-finales (no 1, no 2).           |
|  | Qualifiés pour les barrages (no 3, no 4, no 5, no 6).   |
|  | Barrage pour la relégation en seconde division (no 11). |
|  | Relégué (no 12).                                        |
|  | T : tenant du titre 2012, P : promu 2012.               |

Attribution des points : victoire sur tapis vert : 5, victoire : 4, match nul : 2, défaite : 0, forfait : -2 ; plus les bonus (offensif : 4 essais marqués ; défensif : défaite par 7 points d'écart ou moins).
Règles de classement : ?

### Phase finale
Les deux premiers de la phase régulière sont directement qualifiés pour les demi-finales. En matchs de barrage pour attribuer les deux autres places, le troisième reçoit le sixième et le quatrième reçoit le cinquième. Les vainqueurs affrontent respectivement le deuxième et le premier.
|  | Barrages               | Barrages               |                       |             | Demi-finales       | Demi-finales |  |  | Finale | Finale |
|  | Barrages               | Barrages               |                       |             | Demi-finales       | Demi-finales |  |  | Finale | Finale |
|  |                        |                        |                       |             |                    |              |  |  |        |        |
|  | 19 mai 2013            | 19 mai 2013            |                       |             | 26 mai 2013        | 26 mai 2013  |  |  |        |        |
|  | 19 mai 2013            | 19 mai 2013            |                       |             | 26 mai 2013        | 26 mai 2013  |  |  |        |        |
|  | 19 mai 2013            | 19 mai 2013            | [1] Valladolid RAC    | 22          |                    |              |  |  |        |        |
|  | [4] El Salvador Rugby  | 34                     | [1] Valladolid RAC    | 22          |                    |              |  |  |        |        |
|  | [4] El Salvador Rugby  | 34                     | [4] El Salvador Rugby | 18          |                    |              |  |  |        |        |
|  | [5] Ordizia RE         | 26                     | [4] El Salvador Rugby | 18          |                    |              |  |  |        |        |
|  | [5] Ordizia RE         | 26                     | 26 mai 2013           | 26 mai 2013 | [1] Valladolid RAC | 27           |  |  |        |        |
|  | 19 mai 2013            |                        | 26 mai 2013           | 26 mai 2013 | [1] Valladolid RAC | 27           |  |  |        |        |
|  |                        | [2] UE Santboiana      | 26 mai 2013           | 26 mai 2013 | 25                 |              |  |  |        |        |
|  | [3] Gernika RT         | [2] UE Santboiana      | 26 mai 2013           | 26 mai 2013 | 25                 | 15           |  |  |        |        |
|  | [3] Gernika RT         | [6] Atlético de Madrid | 17                    |             |                    | 15           |  |  |        |        |
|  | [6] Atlético de Madrid | [6] Atlético de Madrid | 17                    | 29          |                    |              |  |  |        |        |
|  | [6] Atlético de Madrid | [2] UE Santboiana      | 28                    | 29          |                    |              |  |  |        |        |
|  |                        | [2] UE Santboiana      | 28                    |             |                    |              |  |  |        |        |

## Résultats détaillés

### Phase régulière

#### Tableau synthétique des résultats
L'équipe qui reçoit est indiquée dans la colonne de gauche.
| Clubs              | ATL   | CIS   | GER   | GET   | HER   | LAV   | ORD   | SAL   | SAN   | SEV   | VAL   | VIG   |
| ------------------ | ----- | ----- | ----- | ----- | ----- | ----- | ----- | ----- | ----- | ----- | ----- | ----- |
| Atlético de Madrid |       | 24-11 | 29-22 | 42-23 | 30-24 | 29-18 | 24-24 | 18-13 | 22-22 | 25-27 | 22-32 | 26-20 |
| CR Cisneros        | 15-18 |       | 18-49 | 37-23 | 31-17 | 47-19 | 28-24 | 27-20 | 23-27 | 36-29 | 19-31 | 24-23 |
| Gernika RT         | 41-14 | 36-20 |       | 20-3  | 23-14 | 67-7  | 34-12 | 51-14 | 17-34 | 29-18 | 37-18 | 34-0  |
| Getxo Artea RT     | 12-15 | 24-20 | 14-34 |       | 31-15 | 45-27 | 37-32 | 23-8  | 20-22 | 8-7   | 13-23 | 33-17 |
| Hernani CRE (es)   | 12-25 | 26-24 | 7-16  | 32-21 |       | 31-6  | 7-34  | 8-3   | 5-40  | 20-24 | 31-47 | 13-19 |
| CR La Vila         | 21-45 | 24-29 | 42-35 | 30-28 | 17-26 |       | 26-51 | 19-41 | 8-36  | 28-35 | 7-27  | 32-12 |
| Ordizia RE         | 21-13 | 30-17 | 16-34 | 10-7  | 41-12 | 30-10 |       | 22-22 | 25-18 | 43-24 | 34-13 | 36-24 |
| El Salvador Rugby  | 47-0  | 26-20 | 43-15 | 24-19 | 27-12 | 40-3  | 30-5  |       | 13-12 | 15-5  | 14-20 | 49-14 |
| UE Santboiana      | 24-11 | 39-17 | 8-32  | 33-13 | 33-0  | 65-14 | 45-18 | 23-22 |       | 28-15 | 26-19 | 11-11 |
| Ciencias RC        | 13-20 | 54-17 | 55-22 | 25-26 | 33-10 | 25-6  | 33-34 | 42-22 | 33-38 |       | 17-33 | 5-18  |
| Valladolid RAC     | 31-23 | 51-22 | 27-10 | 34-17 | 27-12 | 44-7  | 19-17 | 6-11  | 46-14 | 42-10 |       | 76-31 |
| Vigo RC            | 17-16 | 22-42 | 34-15 | 16-29 | 16-20 | 27-12 | 59-18 | 26-29 | 23-40 | 33-29 | 18-12 |       |

|  | Victoire à domicile |  | Match nul |  | Défaite à domicile |

#### Détail des résultats
Les points marqués par chaque équipe sont inscrits dans les colonnes centrales (3-4) alors que les essais marqués sont donnés dans les colonnes latérales (1-6). Les points de bonus sont symbolisés par une bordure bleue pour les bonus offensifs (trois essais de plus que l'adversaire), orange pour les bonus défensifs (défaite avec au plus sept points d'écart), rouge si les deux bonus sont cumulés.

### Phase finale

#### Barrages
| | El Salvador Rugby | 34-26 (10-13)                                                                        | Ordizia RE |  |
| Essai(s) : Carter, Diaz, de la Llana, Mamea, Carter Transformation(s) : Carrizo (3) Pénalité(s) : Carrizo (1) |                   | Essai(s) : Marshall, Darkintis Transformation(s) : Kroll (2) Pénalité(s) : Kroll (4) |            |  |
| |                   |                                                                                      |            |  |

|                                                                            | Gernika RT | 15-29 (8-14)                                                                                     | Atlético de Madrid |  |
| Essai(s) : Olaeta, Parrado Transformation(s) : Olaeta Pénalité(s) : Olaeta |            | Essai(s) : Cloppet, Rey, Romanelli, Martin Transformation(s) : Heredia (3) Pénalité(s) : Heredia |                    |  |
|                                                                            |            |                                                                                                  |                    |  |

#### Demi-finales
|  | UE Santboiana | – | Atlético de Madrid |  |
|  |               |   |                    |  |
|  |               |   |                    |  |

|                                                                                            | Valladolid RAC | 22-18 (5-15)                                                                        | El Salvador Rugby |  |
| Essai(s) : Rolls, Muller, Gavidi Transformation(s) : Griffiths (2) Pénalité(s) : Griffiths |                | Essai(s) : Carter, Pierce Transformation(s) : Carrizo (1) Pénalité(s) : Carrizo (2) |                   |  |
|                                                                                            |                |                                                                                     |                   |  |

#### Finale
| | Valladolid RAC | 27-25                                                                                      | UE Santboiana |  |
| Essai(s) : essai de pénalité, Gavidi, Martin Transformation(s) : Griffiths (3) Pénalité(s) : Griffiths (2) |                | Essai(s) : Baker, Kiri Kiri, Lyons Transformation(s) : Lauret (2) Pénalité(s) : Lauret (2) |               |  |
| |                |                                                                                            |               |  |

## Statistiques

### Meilleurs marqueurs d'essais
| Rang | Joueur                   | Club           | Essais |
| ---- | ------------------------ | -------------- | ------ |
| 1    | Clinton Sills            | Ordizia RE     | 20     |
| 2    | Ignacio Molina           | Valladolid RAC | 17     |
| 3    | Romuald Lauret           | UE Santboiana  | 15     |
| 4    | Sergio Fernandez         | Valladolid RAC | 14     |
| 5    | Bittor Aboitiz           | Getxo Artea RT | 13     |
| 6    | Javier de Juan           | Ciencias RC    | 12     |
| -    | Ignacio Guttiérez Müller | Valladolid RAC | 12     |
| 8    | Iker Olaeta              | Gernika RT     | 11     |
| -    | Eduard Sorribes          | CR La Vila     | 11     |
| -    | Afa Tauli                | UE Santboiana  | 11     |

### Meilleurs marqueurs de points
| Rang | Joueur                   | Club              | Points |
| ---- | ------------------------ | ----------------- | ------ |
| 1    | Eduard Sorribes          | CR La Vila        | 190    |
| 2    | Francisco Hernandez      | CR Cisneros       | 185    |
| 3    | Bradley Linklater        | Getxo Artea RT    | 184    |
| 4    | Declan Cusack            | Gernika RT        | 183    |
| 5    | Adam Canning             | UE Santboiana     | 173    |
| 6    | Pedro Rodriguez          | El Salvador Rugby | 170    |
| 7    | Danny Kroll              | Ordizia RE        | 158    |
| 8    | Ashley Moeke             | Vigo RC           | 141    |
| 9    | Ignacio Guttiérez Müller | Valladolid RAC    | 133    |
| 10   | Gareth Griffiths         | Valladolid RAC    | 125    |